# Deutscher Verein des Gas- und Wasserfaches

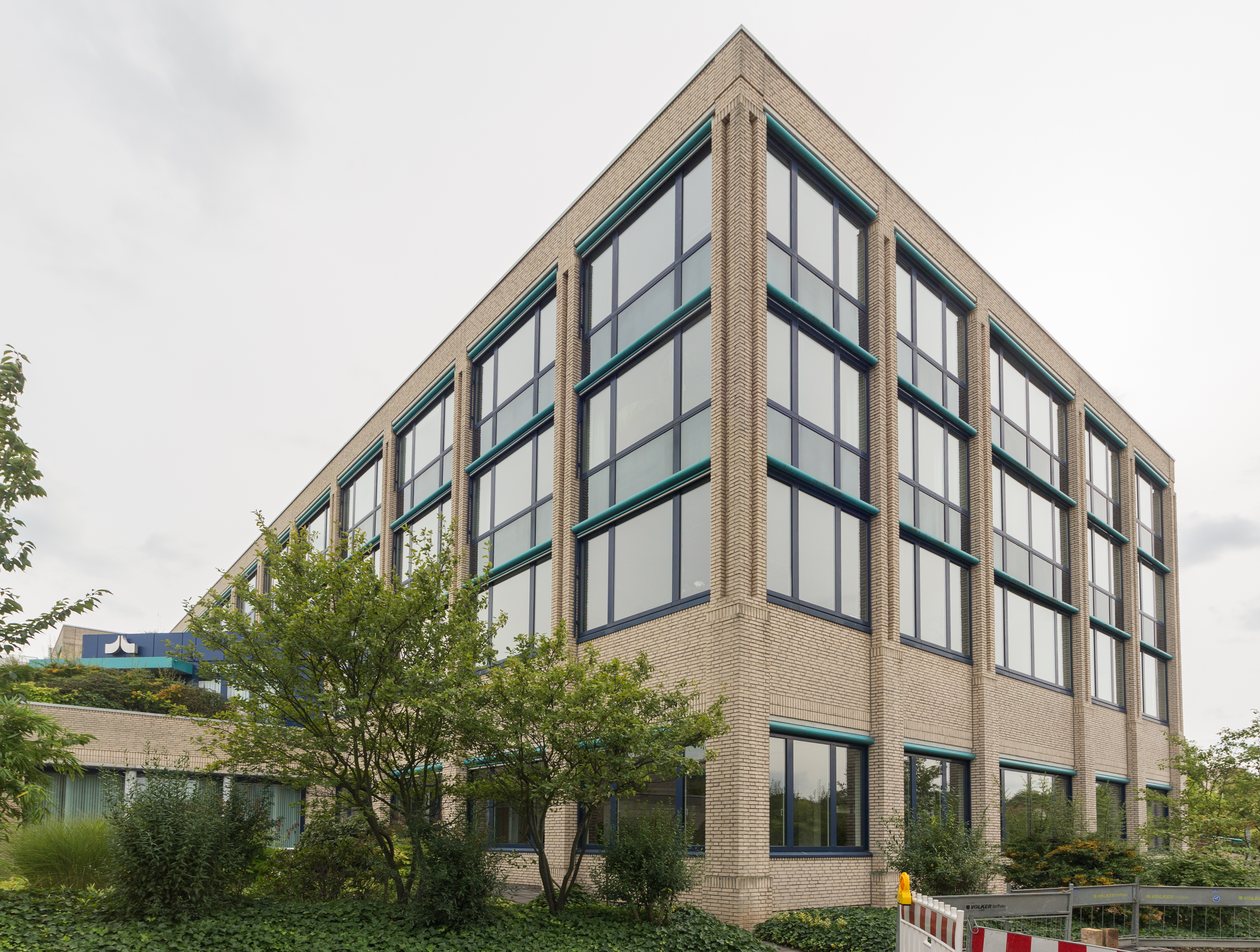
Sitz des DVGW in Bonn (2013)

Der Deutsche Verein des Gas- und Wasserfaches e. V. – technisch-wissenschaftlicher Verein (DVGW) ist der Branchenverband der deutschen Gas- und Wasserwirtschaft mit Sitz in Bonn. 
Der Verband unterhält überdies Büros in Berlin, Brüssel und einer Vielzahl von Landeshauptstädten. Als anerkannter Regelsetzer für das Gas- und Wasserfach und größter Branchenzertifizierer kommt dem DVGW eine Schlüsselrolle bei der Brenngas- und Wasserversorgung in Deutschland zu. Darüber hinaus fungiert der Verein als Hauptinitiator von branchenbezogenen Innovationen, Forschungsprojekten sowie als Dienstleister im Bereich der beruflichen Bildung.
Der DVGW wurde 1859 in Frankfurt a. M. gegründet und hat derzeit rund 14.000 Mitglieder, darunter 2.000 Versorgungsunternehmen, 1.400 Firmen, 250 Behörden, Institutionen und Organisationen sowie 10.000 persönliche Mitglieder. Der Verband in der Rechtsform des eingetragenen Vereins ist unabhängig und als gemeinnützig anerkannt.

## Aufgaben

### Regelsetzung und Normung
Die Hauptaufgabe des Vereins besteht in der Erstellung des Technischen Regelwerkes, mit dem die Sicherheit und Zuverlässigkeit der Gas- und Wasserversorgung in Deutschland gewährleistet wird. Die Fachleute der interessierten Kreise erstellen das DVGW-Regelwerk in ehrenamtlicher Zusammenarbeit. Das bedeutet, dass die Technischen Regeln für das Gas- und Wasserfach von der Branche selbst erarbeitet werden können (Technische Selbstverwaltung).
Im Gasfach wird gemäß § 49 Abs. 2 EnWG bei Anwendung des DVGW-Regelwerks die Einhaltung der gesetzlich vorgeschriebenen allgemein anerkannten Regeln der Technik (aaRT) vermutet. Auch im Wasserfach fordert der Gesetzgeber hinsichtlich der Festlegung technisch-wissenschaftlicher Anforderungen die Einhaltung der aaRT. Die Einhaltung dieser Regeln ist zwar nicht verpflichtend, sie sind allerdings Maßstab im Schadensfall und ihnen kann in Bezug auf das Haftungsrecht quasi „Gesetzescharakter“ zukommen, sofern das zugrundeliegende Gesetz dies vorsieht. Beispielsweise muss dann im Schadensfall nachgewiesen werden, dass mindestens die aaRT eingehalten wurden.
Neben der Erarbeitung des (nationalen) Regelwerks arbeitet der DVGW auch an der Erstellung von DIN-, EN- und ISO-Standards mit. Das DVGW-Regelwerk umfasst derzeit 600 aktuell gültige Regeln und Normen. Die Geschäftsführung des Normenausschusses Gastechnik (NAGas) im DIN obliegt dem DVGW.

### Prüfung und Zertifizierung

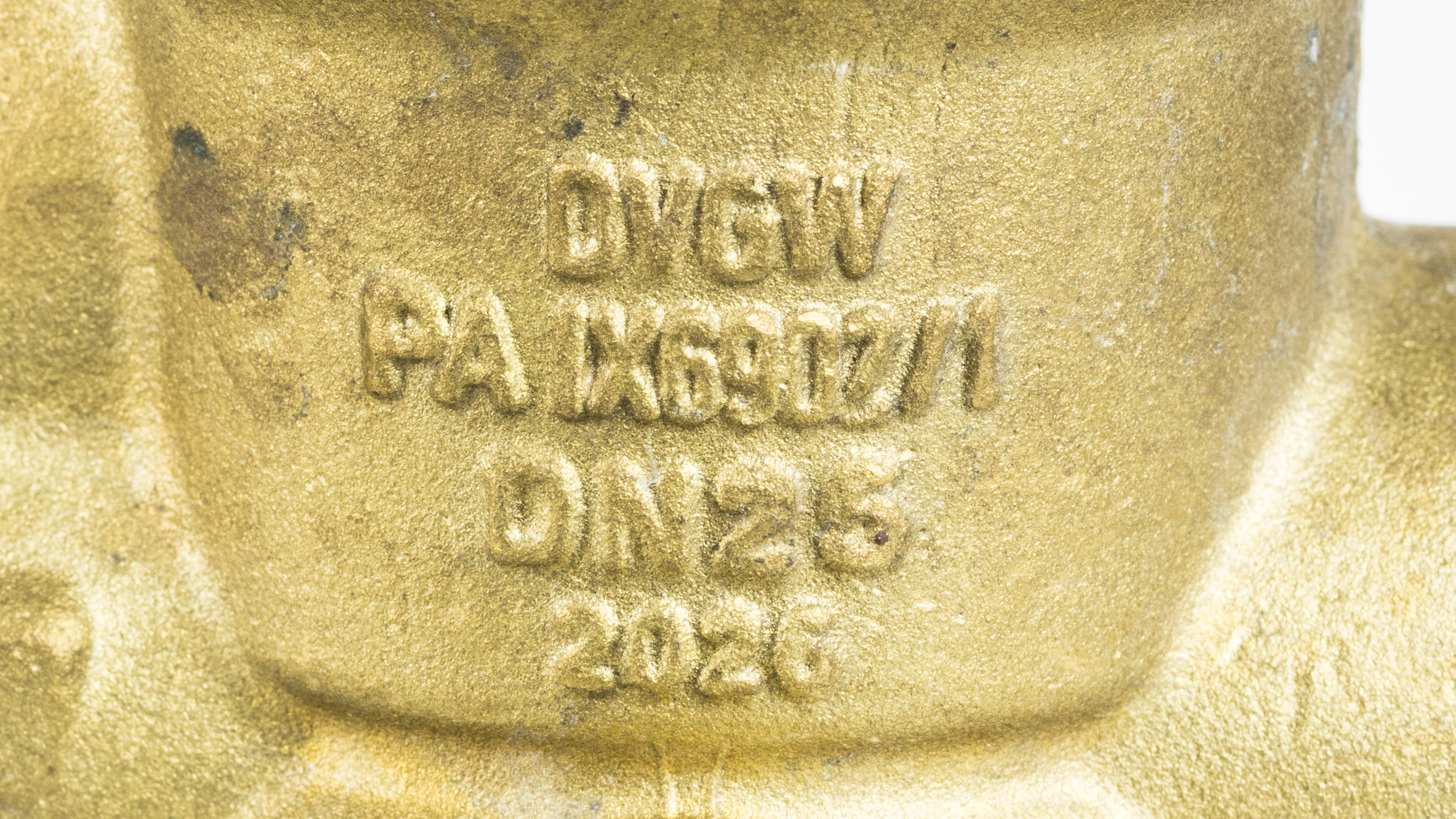
Vom DVGW zertifizierter Druckminderer

Eine weitere Satzungsaufgabe ist die Prüfung und Zertifizierung. Aktuell über 7.400 Produkte, über 1.500 Unternehmen, 170 Sachverständige, 220 Managementsysteme und 500 Präqualifikationen zertifiziert. Nach europäischem Recht muss es eine organisatorische Trennung geben zwischen Normungsarbeit und Prüfung mit Zertifikatserteilung. Daher wurden die Zertifizierungsaktivitäten des DVGW  zum 1. August 2007 in die neu gegründeten DVGW CERT ausgelagert, einer hundertprozentigen Tochtergesellschaft des DVGW.

### Forschung und Entwicklung
Die Förderung von Forschungs- und Entwicklungsarbeiten ist ebenfalls in der Satzung des DVGW enthalten. Um dieses satzungsgemäße Ziel zu erreichen, werden z. B. einzelne Forschungsprojekte gefördert oder institutionelle Förderungen an die mit dem DVGW kooperierenden Forschungsinstitute vergeben. Die vom DVGW geförderten Institute sind:
| Forschungsinstitute Gas/Wasser |
| --- |
| DVGW-Technologiezentrum Wasser (TZW), Karlsruhe |
| DVGW-Forschungsstelle TUHH, Außenstelle des TZW an der Technischen Universität Hamburg-Harburg am Institut für Wasserressourcen und Wasserversorgung |
| DVGW-Forschungsstelle am Engler-Bunte-Institut (EBI) des KIT – Campus Süd, Karlsruhe                                                                 |
| DBI Gas- und Umwelttechnik GmbH DBI GUT, Leipzig |
| DBI Gastechnologisches Institut gGmbH DBI-GTI, Freiberg                                                                                              |

### Publikationen, Berufsbildung und Veranstaltungen
Der DVGW veröffentlicht Fachliteratur zu seinem Gebiet und bietet auch Berufsbildung und Weiterbildung an. Hierzu dient u. a. die eigene DVGW-Akademie. Daneben ist der DVGW auch Veranstalter von Kongressen und Fachtagungen. Gelegentlich tritt der DVGW auch als Schirmherr auf wie etwa zur Fachmesse Wasser Berlin International.

## Arbeitsblätter
Bekannte DVGW-Arbeitsblätter sind:
- DIN 1988 – Technische Regeln für Trinkwasser-Installationen (TRWI); Technische Regel des DVGW
- DIN 2000 – Zentrale Trinkwasserversorgung: Leitsätze für Anforderungen an Trinkwasser – Planung, Bau, Betrieb und Instandhaltung der Versorgungsanlagen; Technische Regel des DVGW
- G 469 (A) – Technische Regel zur Durchführung von Druckprüfungen, Druckprüfverfahren Gasverteilung
- G 463 – Gasleitungen aus Stahlrohren für einen Betriebsdruck > 16 bar – Errichtung
- G 472 – Gasleitungen aus HD-PE mit einem Betriebsdruck < 4 bar und Gasleitungen aus PVC-U mit einem Betriebsdruck < 1 bar – Errichtung
- G 600 – Technische Regel für Gasinstallationen (TRGI)
- G 607 – Flüssiggasanlagen in Fahrzeugen
- G 685 – Thermische Gasabrechnung
- G 1000 – Anforderungen an die Qualifikation und die Organisation von Unternehmen für den Betrieb von Anlagen zur leitungsgebundenen Versorgung der Allgemeinheit mit Gas (Gasversorgungsanlagen)
- GW 301 – Qualifikationskriterien für Rohrleitungsbauunternehmen
- W 101 – Richtlinien für Trinkwasserschutzgebiete; I. Teil: Schutzgebiete für Grundwasser
- W 102 – Richtlinien für Trinkwasserschutzgebiete; II. Teil: Schutzgebiete für Talsperren
- W 400, Teil 1-3 – Technische Regeln Wasserverteilungsanlagen (TRWV)
- W 405 – Bereitstellung von Löschwasser durch die öffentliche Trinkwasserversorgung
- W 512 – Verfahren zur Beurteilung der Wirksamkeit von Wasserbehandlungsanlagen zur Verminderung von Steinbildung
- W 551 – Trinkwassererwärmungs- und Trinkwasserleitungsanlagen; Technische Maßnahmen zur Verminderung des Legionellenwachstums; Planung, Errichtung, Betrieb und Sanierung von Trinkwasser-Installationen
- W 553 – Bemessung von Zirkulationssystemen in zentralen Trinkwassererwärmungsanlagen
- W 555 – Nutzung von Regenwasser (Dachablaufwasser) im häuslichen Bereich
- W 1000 – Anforderungen an die Qualifikation und die Organisation von Trinkwasserversorgern.

## Ehrentafel und andere Ehrungen
Für außergewöhnliches Engagement im Gas- und Wasserfach verleiht der Verein in unregelmäßigen Abständen die im Jahr 1900 gestiftete Bunsen-Pettenkofer-Ehrentafel. Sie ist nach Robert Wilhelm Bunsen (1811–1899), dem Erfinder der Spektralanalyse, und dem bayerischen Chemiker Max von Pettenkofer (1818–1901) benannt.
Zwischen 1900 und zuletzt 2011 wurde sie insgesamt 71-mal verliehen.
Daneben gibt es seit 1861 die Ehrenmitgliedschaft des DVGW, ferner den Ehrenring und die Ehrennadel. Für Fachleute des kathodischen Korrosionsschutzes gibt es darüber hinaus die Kuhn-Ehrenmedaille.